# Шеверняєв Іван Сидорович
Іван Сидорович Шеверняєв (4 липня 1937, село Тхарін, Рогачовський район, Гомельська область Білоруська РСР, СРСР — 2002, місто Одеса, Україна) — український радянський діяч білоруського походження, начальник Одеської залізниці. Депутат Верховної Ради УРСР 11-го скликання.

## Біографія
Народився в родині колгоспника.
У 1954 році вступив до Гомельського технікуму залізничного транспорту, який закінчив у 1957 році й був направлений на Казанську залізницю, де у квітні 1957 року розпочав трудову діяльність черговим по коліях станції Канаш.
У серпні 1957 року призначений черговим по станції Канаш. З січня по липень 1958 року виконував обов'язки начальника технічної контори цієї ж станції. З липня 1958 року по квітень 1960 року працював поїзним диспетчером Канашського відділення Казанської залізниці.
У квітні 1960 року почав працювати старшим вагарем на станції Нижньодніпровськ-Вузол Придніпровської залізниці.
У липні 1960 року був призначений комерційним ревізором Дніпропетровського відділення. У травні 1961 року призначений старшим помічником начальника станції Сухачівка Придніпровської залізниці. З жовтня 1964 року по вересень 1965 року працював поїзним диспетчером Дніпропетровського відділення. З вересня 1965 року — начальник станції Сухачівка Придніпровської залізниці.
У травні 1967 року переходить в управління Придніпровської залізниці, де його призначають старшим черговим помічником начальника оперативно-розпорядчого відділу служби руху.
У 1968 році закінчив Дніпропетровський інститут інженерів залізничного транспорту імені Калініна.
Член КПРС з 1968 року.
У серпні 1969 року став змінним заступником начальника служби руху. У лютому 1970 року призначений заступником начальника служби руху Придніпровської залізниці.
У лютому 1976 року — начальник Знам'янського відділення Одесько-Кишинівської залізниці.
У лютому 1977 року призначений начальником служби руху — заступником начальника Одесько-Кишинівської залізниці.
Після розділення у жовтні 1979 року Одесько-Кишинівської залізниці на Одеську й Молдавську зайняв пост 1-го заступника начальника Одеської залізниці.
У березні 1981 — грудні 1986 року — начальник Одеської залізниці.
З грудня 1986 року — директор Одеської філії інституту «Дніпрозалізничпроект».
У 1992 році призначений представником Укрзалізниці в Республіці Болгарія.
Потім — на пенсії в місті Одесі.

## Нагороди
- орден Трудового Червоного Прапора
- медалі
- значок «Почесний залізничник»